# 周梦雪
周梦雪（2000年2月20日—），安徽阜阳人，中国女子手球运动员，现为中国国家女子手球队队员。

## 简历
2013年入选安徽省女子手球队，2017年成为国家女子手球队队员。
2017年代表中国参加2017年世界女子手球锦标赛，获得第22名。
2019年代表中国参加2019年世界女子手球锦标赛，获得第23名。
2020年作为优秀运动员保送到安徽师范大学运动训练专业学习。
2021年代表中国参加2021年世界女子手球锦标赛，获得第32名。
2022年代表中国参加2022年亚洲女子手球锦标赛，夺得铜牌。
2023年代表中国参加杭州亚运会女子手球比赛，夺得铜牌。